# العلاقات المالديفية القطرية
العلاقات المالديفية القطرية هي العلاقات الثنائية التي تجمع بين المالديف وقطر.

## مقارنة بين البلدين
هذه مقارنة عامة ومرجعية للدولتين:
| وجه المقارنة                                              | المالديف       | قطر           |
| --------------------------------------------------------- | -------------- | ------------- |
| المساحة (كم2)                                             | 298            | 11.44 ألف     |
| عدد السكان (نسمة)                                         | 436.33 ألف     | 2.64 مليون    |
| الكثافة السكانية (ن./كم²)                                 | 146.42 ألف     | 230.77        |
| العاصمة                                                   | ماليه          | الدوحة        |
| اللغة الرسمية                                             | اللغة الديفهي  | اللغة العربية |
| العملة                                                    | روفيه مالديفية | ريال قطري     |
| الناتج المحلي الإجمالي (بليون دولار)                      | 4.60 مليار     | 167.61 مليار  |
| الناتج المحلي الإجمالي (تعادل القوة الشرائية) بليون دولار | 5.23 مليار     | 316.40 مليار  |
| الناتج المحلي الإجمالي الاسمي للفرد دولار أمريكي          | 8.39 ألف       | 73.65 ألف     |
| الناتج المحلي الإجمالي للفرد دولار أمريكي                 | 12.53 ألف      | 141.54 ألف    |
| مؤشر التنمية البشرية                                      | 0.706          | 0.850         |
| رمز المكالمات الدولي                                      | +960           | +974          |
| رمز الإنترنت                                              | .mv            | .qa           |
| المنطقة الزمنية                                           | ت ع م+05:00    | ت ع م+03:00   |

## منظمات دولية مشتركة
يشترك البلدان في عضوية مجموعة من المنظمات الدولية، منها:
| علم المنظمة | اسم المنظمة                        | تاريخ انضمام المالديف | تاريخ انضمام قطر |
| ----------- | ---------------------------------- | --------------------- | ---------------- |
|             | يونسكو                             | 18 يوليو 1980         | 27 يناير 1972    |
|             | وكالة ضمان الاستثمار متعدد الأطراف | 19 مايو 2005          | 22 أكتوبر 1996   |
|             | الأمم المتحدة                      | 21 سبتمبر 1965        | 21 سبتمبر 1971   |
|             | الاتحاد البريدي العالمي            | ?                     | ?                |
|             | البنك الدولي للإنشاء والتعمير      | 13 يناير 1978         | 25 سبتمبر 1972   |
|             | منظمة التعاون الإسلامي             | ?                     | ?                |
|             | منظمة حظر الأسلحة الكيميائية       | ?                     | ?                |
|             | مؤسسة التمويل الدولية              | 2 فبراير 1983         | 11 أكتوبر 2008   |
|             | الاتحاد الدولي للاتصالات           | 28 فبراير 1967        | 27 مارس 1973     |
|             | منظمة التجارة العالمية             | ?                     | ?                |
|             | منظمة الشرطة الجنائية الدولية      | ?                     | ?                |

## وصلات خارجية
- موقع وزارة الخارجية المالديفية
- موقع وزارة الخارجية القطرية